# 허니랜드
허니랜드(Honeyland, 마케도니아어: Медена земја)는 마케도니아 구 유고 공화국에서 제작된 타마라 코테브스카 감독의 2019년 다큐멘터리 영화이다. 외딴 산골마을 Bekirlija의 한 양봉가 아티제(Hatidže Muratova)의 삶을 그리고 있으며 이웃이 주변 지역으로 이동한 전 후의 삶의 스타일을 따라간다.
이 영화의 촬영에는 3년이 소요되었으며 400시간의 영상이 촬영되었다.